# Oulunsalo (quartier)
Pour l’article homonyme, voir Oulunsalo.
Oulunsalo (en finnois : Oulunsalon kaupunginosa) est  un  quartier du district de Oulunsalo de la ville d'Oulu en Finlande.

## Description
Le quartier compte 8 637 habitants (31.12.2018).

## Galerie

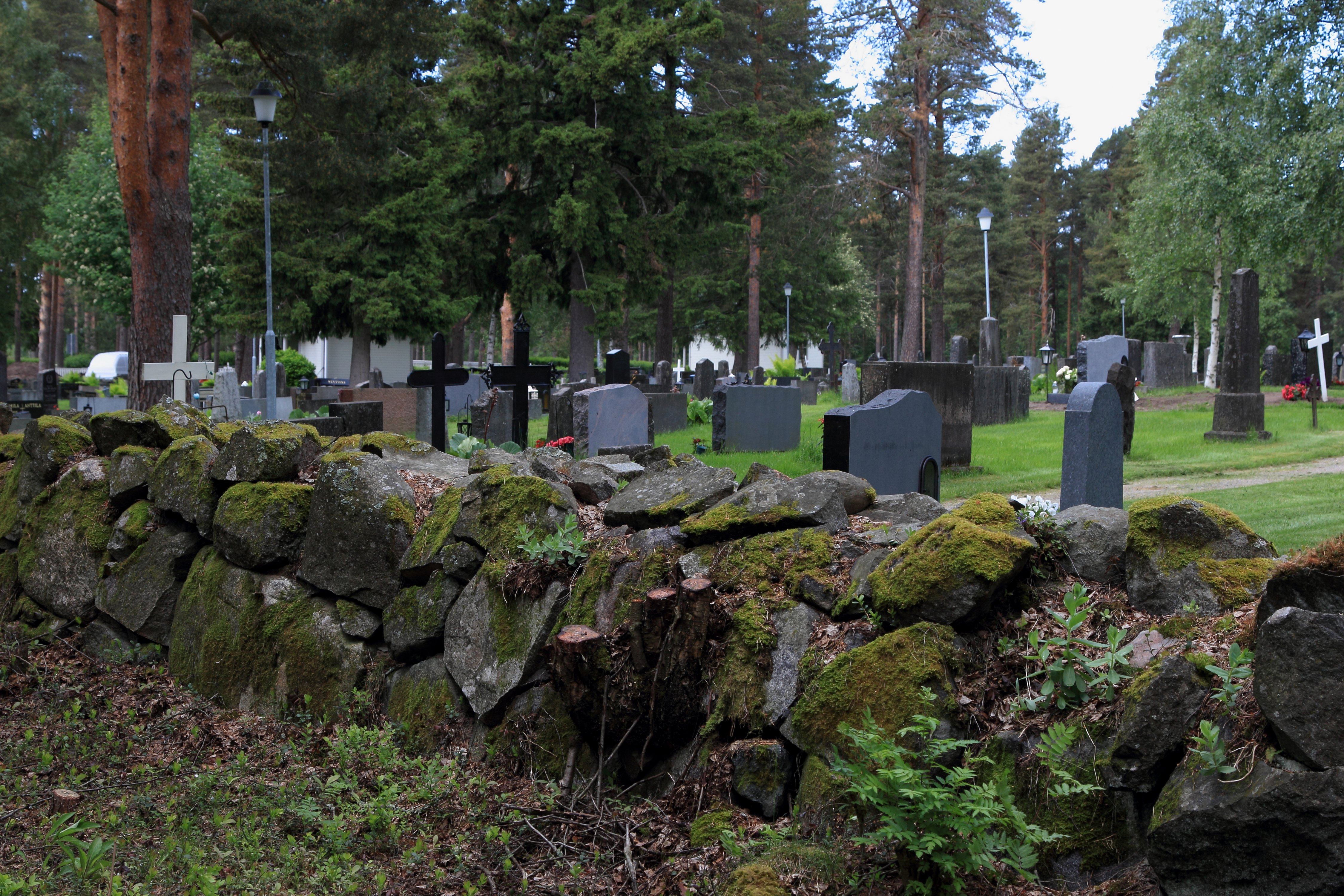
Cimetière d'Oulunsalo.
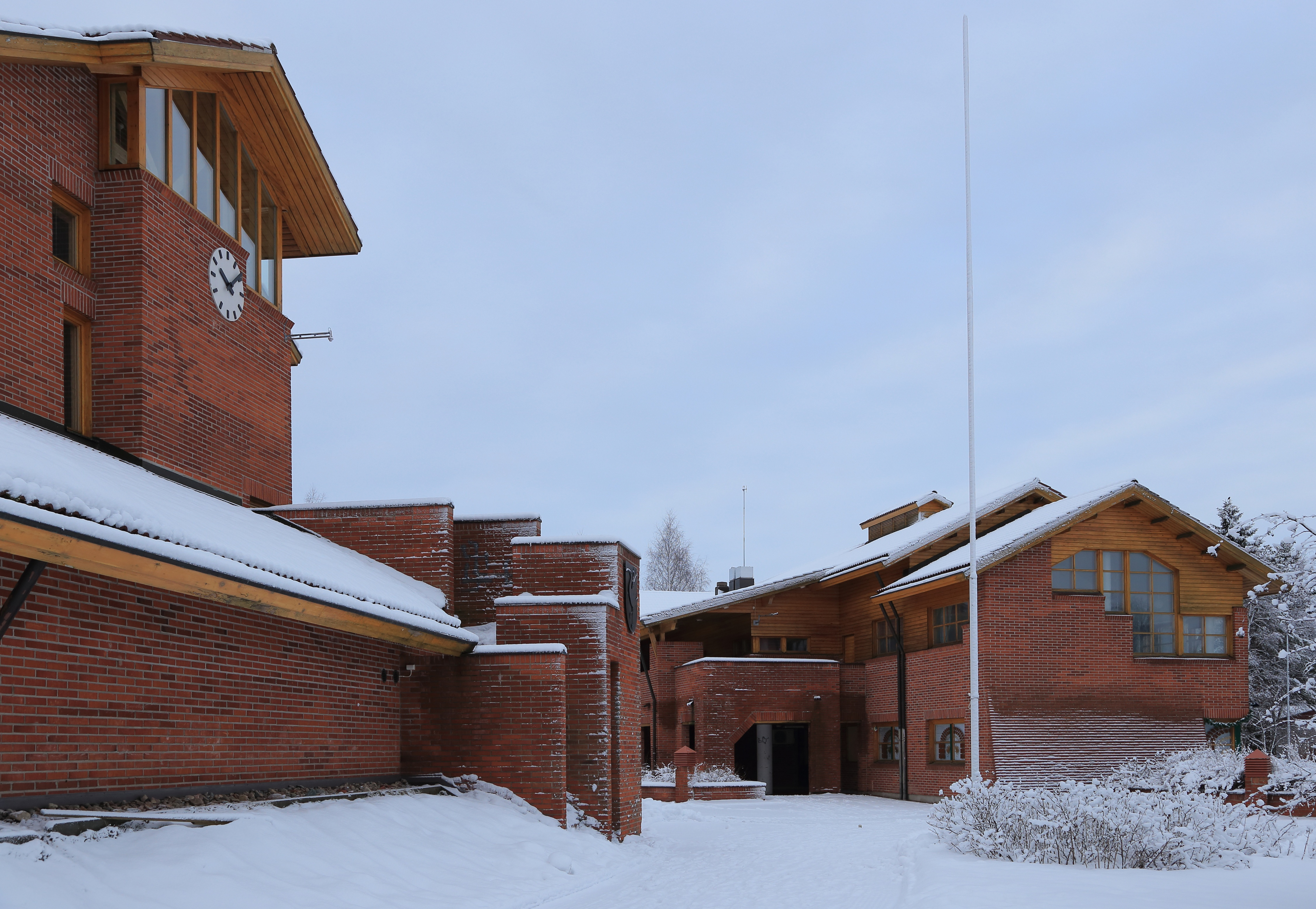
Mairie d'Oulunsalo.
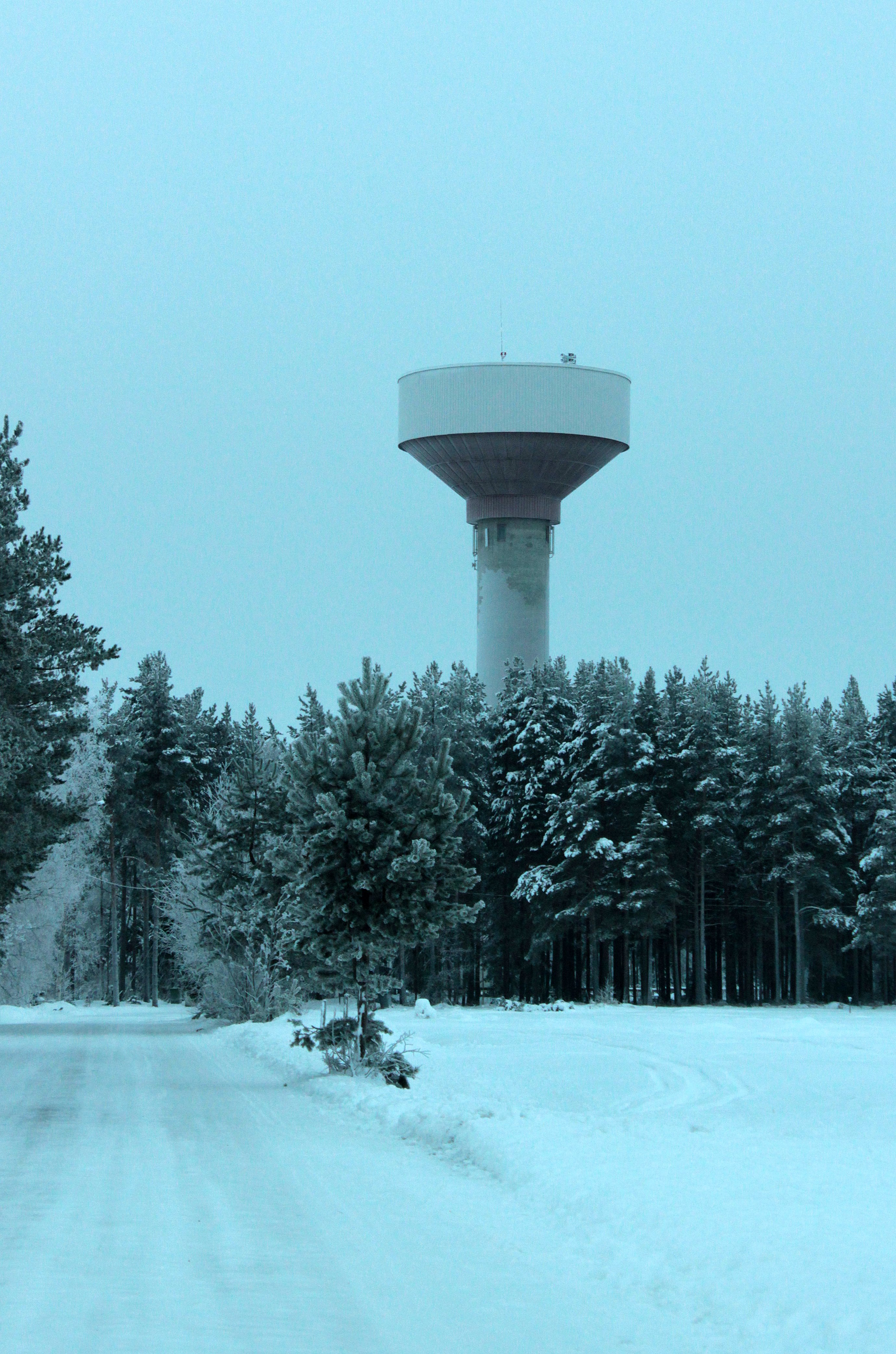
Château d'eau d'Oulunsalo.